# Chetone phyleis
Chetone phyleis là một loài bướm đêm thuộc phân họ Arctiinae, họ Erebidae.